# Artjom Gennadjewitsch Rebrow
Artjom Gennadjewitsch Rebrow (russisch Артём Геннадьевич Ребров; * 4. März 1984 in Moskau, Russische SFSR, UdSSR) ist ein russischer Fußballtorwart.

## Karriere
Der Torwart spielte von 2005 bis 2010 für Saturn Ramenskoje. Dabei wurde Rebrow 2007 und 2008 verliehen. Im Jahr 2011 ist er für eine Saison zu Schinnik Jaroslawl gewechselt. Den Jaroslawler Verein verließ er 2011 Richtung Spartak Moskau.
Am 17. November 2015 debütierte er in der russischen A-Nationalmannschaft im Freundschaftsspiel gegen Kroatien.

## Erfolge
- Russischer Meister: 2017